# روكورو نايا
روكورو نايا (納谷六朗 نايا روكورو)؛ (20 أكتوبر 1932 - 17 نوفمبر 2014)، ممثل ياباني.

## أدواره في الأنمي

### مسلسلات أنمي تلفزيونية
- دورارارا!! - الرسام المسن
- يو يو هاكوشو - شينوبو سينسوي
- شعلة ريكا - كوران موري
- خيميائي الفولاذ FULLMETAL ALCHEMIST - غرامان
- بلاك كات - ميسون أوردوسو
- NOIR - زيلنر
- أويدو روكيت - المتقاعد المسن
- تاتاكاو شيشو The Book of Bantorra - غانبانزيل غروف
- جينكي إكستند - غينتا أوغاوارا
- هيكارو نو غو - هونينبو كوابارا
- غاش بيل الذهبي - بروفسور نازونازو
- جنود السايبورغ - بروفسور غاغاريا
- AVENGER - ميتيس
- المتحري الروحي ياكومو - هيديوشي هاتا
- غريت تيتشر أونيزوكا - هيراماتسو
- معرض الفن المزيف - جيمي
- فرسان التنكاي - ملك الوحوش
- فرسان سيدونيا - محتج مسن
- سينت سيا - أكويريوس كاميو
- زامد الذكرى الضائعة - كيسيروجي

### أوفا أنمي
- بطولات أرسلان - خارلان

### أفلام أنمي
- فوسي: يوميات فتاة المسدس - زانزو

## أدواره في ألعاب الفيديو
- ساكورا تايسن 3: هل باريس تحترق؟ - دانييل بيلموندو
- فاير إمبلم فيتس - غانتر
- زيرو إسكيب: فيرتشوز لاست ريوارد - تنميوجي

## أدواره في الدبلجة اليابانية
- إكس-من - بروفسور إكس
- سبونج بوب سكوير بانتس - شفيق حبار
- باتمان - سكيركرو، يورو سينسيه (ليلة النينجا)
- صرخة - الناظر هيمبري

## وصلات خارجية
- روكورو نايا على موقع IMDb (الإنجليزية)
- روكورو نايا على موقع ميوزك برينز (الإنجليزية)
- روكورو نايا على موقع ديسكوغز (الإنجليزية)
- روكورو نايا على موقع قاعدة بيانات الفيلم (الإنجليزية)
- روكورو نايا على موقع ANN person (الإنجليزية)